# Artur Naifonov
Artur Edikovich Naifonov (russo:  Артур Эдикович Найфонов ; IPA: [ɐrˈtur nɐɪ̯ˈfonəf]; Nizhnevartovsk, 10 de maio de 1997) é um lutador de estilo-livre russo, medalhista olímpico.

## Carreira
Naifonov participou dos Jogos Olímpicos de Verão de 2020 em Tóquio, onde participou do confronto de peso médio como representante do Comitê Olímpico Russo, conquistando a medalha de bronze após derrotar o uzbeque Javrail Shapiev.